# Joseph Cinqué
Joseph Cinqué (vers 1814 - vers 1879), également connu sous le nom de Sengbe Pieh, était un homme du peuple Mendé (Afrique de l'Ouest) qui a mené une révolte sur le bateau négrier espagnol La Amistad. 

## Biographie
Joseph Cinqué était un riziculteur, marié et père de trois enfants, lorsqu'il fut capturé par des marchands d'esclaves en 1839 et vendu à Pedro Blanco, un négrier espagnol. Il a été emprisonné sur le bateau négrier portugais Tecora. Cinqué a été emmené à La Havane, à Cuba, où il a été vendu avec 110 autres aux Espagnols José Ruiz et Pedro Montez.Ceux-ci ont embarqué les captifs sur la goélette côtière Amistad, avec l'intention de les vendre comme esclaves dans les ports le long de la côte de Cuba pour les exploiter dans les plantations de sucre.  
La nuit sans lune du 28 juin, Cinqué et ses compagnons africains se révoltent, tuant le capitaine et le cuisinier du navire. Deux insurgés sont également morts et deux marins esclavagistes se sont échappés. Les mutins ont pris Ruiz et Montez, les marchands qui les avaient achetés, comme prisonniers et ont exigé qu'ils dirigent le bateau vers la Sierra Leone. Au lieu de cela, la nuit, ils dirigèrent le navigateur dans la direction opposée, vers les Amériques, dans l'espoir d'attirer l'attention d'un de leurs compatriotes espagnols qui les aiderait à reprendre le contrôle du navire. Après environ deux mois de louvoiement entre les côtes américaines et africaines, L'Amistad a atteint les eaux américaines près de Long Island, New York. Des membres de l'USS Washington sont montés à bord du navire. Lorsqu'ils ont découvert ce qui s'était passé (selon la version des Espagnols), ils ont accusé les Africains de mutinerie et de meurtre. Le navire et les Mendé ont été emmenés à New Haven, Connecticut pour attendre leur procès.   
Celui-ci, connu sous le nom de United States v. L'Amistad. a connu une médiatisation importante. L'affaire a finalement été portée devant la Cour suprême des États-Unis, qui a reconnu que Cinqué et ses compagnons se sont légitimement défendus face à leur réduction en esclavage. Une campagne soutenue par des abolitionnistes américains a permis de collecter des fonds pour le retour de 35 des survivants en Sierra Leone. Cinqué et les autres Mendé ont retrouvé leur terre natale en 1842. 